# La Vallée
La Vallée ist eine westfranzösische Gemeinde mit 683 Einwohnern (Stand 1. Januar 2022) im Département Charente-Maritime in der Region Nouvelle-Aquitaine. Die Bewohner werden Vallois und Valloises genannt.

## Lage
La Vallée liegt in einer Höhe von etwa 35 Metern ü. d. M. in der historischen Kulturlandschaft der Saintonge etwa 26 Kilometer (Fahrtstrecke) nordwestlich von Saintes bzw. 20 Kilometer südöstlich von Rochefort.

## Bevölkerungsentwicklung
| Jahr      | 1962 | 1968 | 1975 | 1982 | 1990 | 1999 | 2006 | 2018 |
| Einwohner | 572  | 570  | 524  | 511  | 585  | 644  | 670  | 674  |

Von 1831 bis 1872 hatte der Ort stets über 800 Einwohner. Danach führten die Reblauskrise und die Mechanisierung der Landwirtschaft zu einem Bevölkerungsrückgang, der in den letzten Jahrzehnten wegen der Nähe zu den Großstädten Saintes und Rochefort und den vergleichsweise niedrigen Mieten und Grundstückspreisen in La Vallée gestoppt werden konnte.

## Wirtschaft
Über Jahrhunderte spielte die Landwirtschaft zum Zweck der Selbstversorgung der Bevölkerung die größte Rolle im Wirtschaftsleben der Gemeinde. Doch wurde in Gegend schon seit der Römerzeit auch Wein angebaut, der seit der frühen Neuzeit destilliert und nach Nordeuropa (v. a. nach England) exportiert wurde. La Vallée gehört zu den Bois ordinaires et communs des Weinbaugebietes Cognac, doch werden die meisten Trauben zu Wein und Pineau des Charentes verarbeitet.

## Geschichte
Die Tatsache, dass der Ort eine romanische Kirche hat, lässt darauf schließen, dass er schon im Mittelalter existierte. Die Ostpartie der Kirche ist zerstört; ob dies im Hundertjährigen Krieg (1377–1453) oder während der Hugenottenkriege (1562–1598) geschah, ist unklar. Aus der Zeit der Französischen Revolution sind keine Zerstörungen bekannt.

## Sehenswürdigkeiten

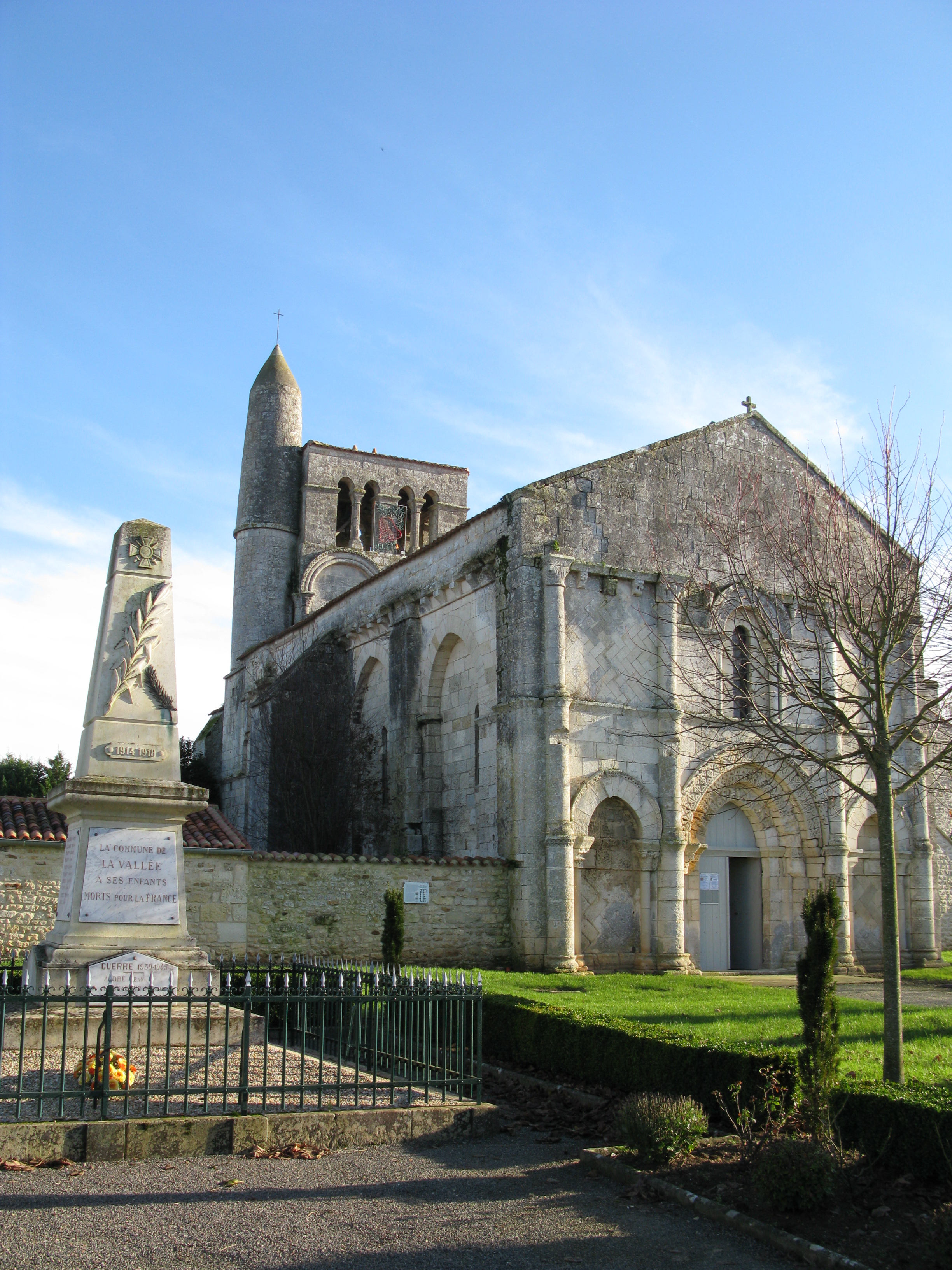
Kirche Saint-Vivien

- Der untere Teil der Westfassade der Kirche Saint-Vivien ist durch vier sich nach oben verjüngende Dienstvorlagen in drei Segmente geteilt: Der Mittelteil enthält das Archivoltenportal mit einem leicht angespitzten Bogen; in den beiden Seitenteilen befindet sich jeweils ein Blendportal. Die untere Ebene schließt nach oben mit einem einfachen Gesims ab. Die Mitte der darüber befindlichen zweiten Fassadenebene ist durch ein Fenster zum Kirchenschiff hin geöffnet; die beiden seitlichen Segmente sind – abgesehen von den schräg versetzten Hausteinblöcken – undekoriert. Die zweite Ebene schließt nach oben mit einem figürlich gestalteten Konsolenfries ab; darüber befindet sich das – wie bei den Kirchen der Saintonge üblich – völlig schmucklose Giebelfeld. Das Innere der Kirche ist einschiffig – die beiden westlichen Joche des Langhauses haben einen offenen Dachstuhl, wobei die Ansätze der Gewölbe noch deutlich zu erkennen sind; die beiden östlichen Langhausjoche sind mit Spitztonnen gewölbt. Die ursprüngliche Apsis wurde zerstört – die deutlich eingezogene neue Apsis unterhalb des Vierungsturms wurde mit einem Rippengewölbe ausgestattet. Zu beachten sind auch die Arkadengliederung der Außenwand und der Vierungsturm mit seinem geöffneten Glockengeschoss und dem runden Treppenturm. Der Kirchenbau ist seit dem Jahre 1926 als Monument historique[1] eingeschrieben.
- Auf einer Wiese außerhalb des Ortes findet sich der Dolmen de la Pierre Levée, ein Ensemble megalithiques de la Pierre Levée, die ehemals einen Dolmen bildeten. Die Stätte ist seit dem Jahre 1938 als Monument historique[2] klassifiziert.